# Aarik Wilson
Aarik Wilson, född den 25 oktober 1982 i Reno i Nevada, är en amerikansk friidrottare som tävlar i tresteg.
Wilson deltog vid inomhus-VM 2006 utan att ta sig vidare till finalen. Vid VM 2007 slutade han femma efter ett hopp på 17,31. Han avslutade året med att bli tvåa vid IAAF World Athletics Final i Stuttgart. 
Han deltog vid inomhus-VM 2008 i Valencia där han blev sjua. Han deltog vid Olympiska sommarspelen 2008 men blev utslagen redan i kvalet. 

## Personligt rekord
- Tresteg - 17,58 meter